# Сахатхор
Менваджре Сахатхор (егип. (Rˁ) s3 Ḥtḥr) — предполагаемый фараон XIII династии в конце Среднего царства. Сахатхор, возможно, никогда не был независимым правителем и правил несколько месяцев с соправителем и своим братом Неферхотепом I. По данным египтолога Кима Райхолта, Сахатхор скончался в 1733 году до н. э., а по мнению Детлефа Франке — до 1694 года до н. э.. Скорее всего, его гробница осталась неоконченной и находится между усыпальницами братьев S9 и S10 в Абидосе.

## Данные
В Туринском царском папирусе (7 столбец, 26 строка) встречается тронное имя Сахатхора Мери-Хотеп-Ра (Гардинер ст. 6, строка 26). Сахатхор как «сын фараона» упомянут на двух статуях в храме Хекаиба в Элефантине. Две наскальные надписи на островах Филе и Сехель называют Сахатхора братом Неферхотепа I. По данным Рихолта и Стивена Квирка, Сахатхор также упомянут на стеатитовой цилиндрической печати (хранится в музее Питри (UC1157)) и бусине неизвестного происхождения (сейчас в Бруклинском музее). Прочие имена Сахатхора, по мнению Рихолта, не соотносятся с описываемым фараоном. Наконец, Вивиан Дэвис упоминает статую Сахатхора, созданную после его смерти, на которой единственно обозначен титул «сын фараон».

## Семья

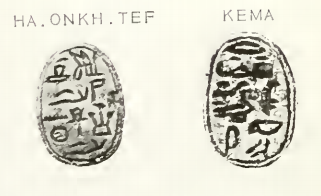
Скарабей-печатка «Хранитель королевской печати, божественный отец Хаанкхеф», отец Сахатхора и «принцессы, царской дочери Кема», дочери Неферхотепа, племянницы Сахатхора.

О семье Сахатхора известно благодаря наскальным надписям, сделанным Неферхотепом, на Филе и Сехеле. Отцом Сахатхора был Хаанкхеф, матерью — Кеми, братьями — Неферхотеп и Себекхотеп IV, позже наследовавший власть.

## Усыпальница
Египтолог и археолог Йозеф Вегнер из Университета Пенсильвании проводил раскопки погребального комплекса Сенусерта III в Абидосе и прилежащей территории. В этом некрополе устроены королевские гробницы, датируемые Вторым промежуточным периодом и концом Среднего царства. Две крупные гробницы S9 и S10 принадлежат братьям Сахотхора — Неферхотепу I и Собекхотепу IV. Доказательства, собранные из соседних гробниц, показывают, что фараон Собекхотеп захоронен в гробнице S10, который должен быть Собехотепом IV, учитывая размер гробницы, датировку и расположение в Абидосе. Следовательно, S9 принадлежит Неферхотепу I.
Эти данные играют решающее значение в вопросе обнаружения гробницы Сахатхора, которую мог обнаружить Вегнер к северо-востоку от S10 и к востоку от S9. По его словам, Неферхотеп назначил наследником Сахатхора. После смерти Сахатхора его массивный гранитный саркофаг позже использовался повторно во время смутного Второго переходного периода.